# کورتشاید
کورتشاید (به آلمانی: Kurtscheid) یک شهر در آلمان است که در Neuwied واقع شده‌است. کورتشاید ۱٬۰۰۴ نفر جمعیت دارد.